# Vernagtferner
Der Vernagtferner [fɐˈnaktˌfɛrnɐ] ist ein Gletscher in den Ötztaler Alpen in Tirol. Er erstreckt sich im Jahr 2015 noch über eine Fläche von 7,3 km² und ist damit einer der größeren Gletscher der Ostalpen. Der Gletscher liegt auf der Südseite des Weißkamms. Die höchsten Gipfel in seinem Einzugsgebiet sind die Hochvernagtspitze und der Brochkogel. Auf vielen Karten wird der Vernagtferner in Kleinen und Großen Vernagtferner unterteilt, wobei der östliche Teil im Bereich des Brochkogels als Kleiner Vernagtferner bezeichnet wird. Diese beiden Teilbereiche sind aber nach wissenschaftlichen Kriterien nicht hinreichend selbstständig, um eine separate Benennung zu rechtfertigen.
Der Vernagtferner ist der historisch wohl am besten dokumentierte Gletscher der Ostalpen. Grund hierfür sind die durch ihn verursachten Gletscherseeausbrüche, die vom 16. bis zum 19. Jahrhundert im Ötztal gefürchtet waren. Heute hat sich der Vernagtferner weit aus dem Rofental zurückgezogen und ist vom Gletscherrückgang besonders betroffen.

## Lage und Form

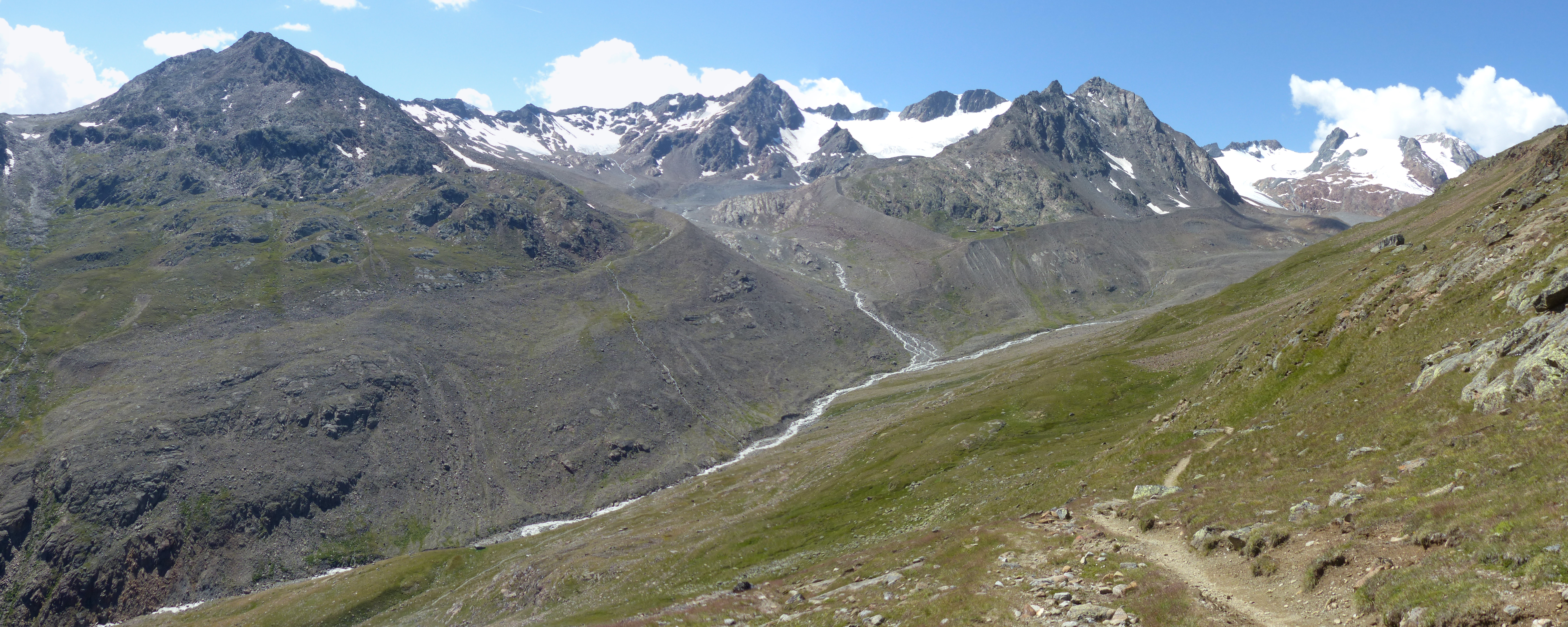
Rückzugsgebiet des Vernagtferners unterhalb der Vernagthütte

Der Vernagtferner befindet sich nördlich oberhalb des Rofentals, einer Verlängerung des Venter Tals, das wiederum ein Seitental des Ötztals ist. Er liegt an der Südseite des Weißkamms, eines Gebirgszugs der Ötztaler Alpen, nur wenig westlich der Wildspitze, Tirols höchstem Berg.
Umrahmt wird der Vernagtferner von der Schwarzwandspitze, der Hochvernagtspitze, der Petersenspitze und dem Vorderen und Hinteren Brochkogel, allesamt Gipfel des Weißkamms. Der Vernagtferner speist den Vernagtbach, der nach wenigen Kilometern in die Rofenache mündet. Über die Venter und die Ötztaler Ache, den Inn und die Donau entwässert der Vernagtferner schließlich ins Schwarze Meer.
Die Form des sich derzeit in einem Höhenbereich von 3631 bis 2793 m erstreckenden Vernagtferners unterscheidet sich deutlich von der eines typischen alpinen Talgletschers, der beispielsweise der benachbarte Hintereis- oder  Kesselwandferner entsprechen.
Ein weitausladendes, aus mehreren großen, flachen Karmulden zusammengesetztes Firngebiet, großflächige leicht nach Süden geneigte Verebnungen im Mittelbereich und eine kurze und breite Zunge neben zwei weiteren kleinen Zungenenden charakterisieren diesen Gletscher. Dementsprechend wird der Vernagtferner als Firnmuldengletscher klassifiziert (engl. Klassifizierung: compound basin).
Wissenschaftlich wird der Gletscher von West nach Ost in drei Bereiche unterteilt, in den Schwarzwand-, den Taschachjoch- und den Brochkogelbereich. Der Brochkogelbereich entspricht dem auf vielen Karten als Kleiner Vernagtferner bezeichneten Teil. Dagegen stellte der in der 1889 von Sebastian Finsterwalder angefertigten Karte als Klein-Vernagtferner bezeichnete Teilbereich zwischen Schwarzkögele und Platteikogel einen winzigen und isolierten Eisstrom dar, der sich über einen eigenen Abfluss entwässerte. Zum Zeitpunkt der Karte wurde dieser kleine Firnfleck noch vom Vernagtferner gespeist, trennte sich später von diesem aber vollständig. Seit den 1970er-Jahren ist der Klein-Vernagtferner verschwunden. Es gibt die Vermutung, dass dieser von Finsterwalder dokumentierte Klein-Vernagtferner bei der Arbeit am späteren Kartenmaterial fehlinterpretiert wurde und das zur heutigen Aufteilung führte. Im Widerspruch zu der auf den Karten dokumentierten Einteilung ist der westliche der drei Bereiche, der Schwarzwandbereich, am deutlichsten vom restlichen Gletscher getrennt.

## Geschichte

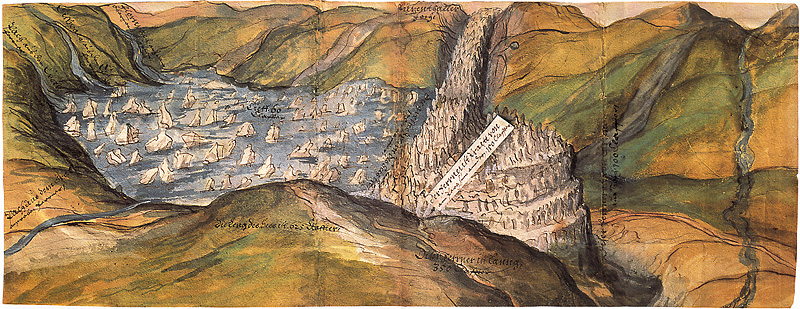
Tinten- und Aquarellzeichnung „Eissee hinter Roven“ 1601, Original im Tiroler Landesmuseum, Innsbruck

Der Vernagtferner und der benachbarte Hintereisferner zählen zu den am frühesten erforschten Gletschern der Erde. Der Grund dafür ist, dass der damals wild zerrissene Vernagtferner das Rofener Tal erreichte, sich an der gegenüberliegenden Felswand, der Zwerchwand, aufstaute, und so die Rofener Ache mit einem eisigen Damm absperrte. Hinter diesem Damm aus Eis bildete sich ein Stausee von bis zu 1,5 km Länge, der Rofener Eissee. Meist lief dieser während der Schneeschmelze zwar ruhig über die Dammkrone aus, manchmal aber bahnte sich das Wasser unter dem Eis einen Weg, erweiterte diesen und sprengte schließlich den Eisdamm, so dass in kürzester Zeit eine eisige Flutwelle das Venter und Ötztal verwüstete und sogar noch das Inntal überschwemmte.
Die Abbildung zeigt eine zeitgenössische Darstellung des Rofener Eissees. Sie ist die älteste bekannte Darstellung eines alpinen Gletschers.
Sie entstand bei einer Erkundung, die auf Veranlassung der Tiroler Behörde im Juli 1601 durchgeführt wurde, „damit das Ötztal und vor allem das Inntal keinen Schaden erleide“.
Wiedergegeben wird der aufgestaute Rofener Eissee, wie er sich zu dieser Zeit mit einer Seespiegelhöhe von 2260 m zeigte. Er erstreckte sich über 1,7 × 0,4 km und hatte ein Volumen von elf Millionen Kubikmetern. Das Bild zeigt die Landschaft eher phantasievoll, dennoch sind einige Details, etwa die auf dem See schwimmenden Eisberge, korrekt wiedergegeben.

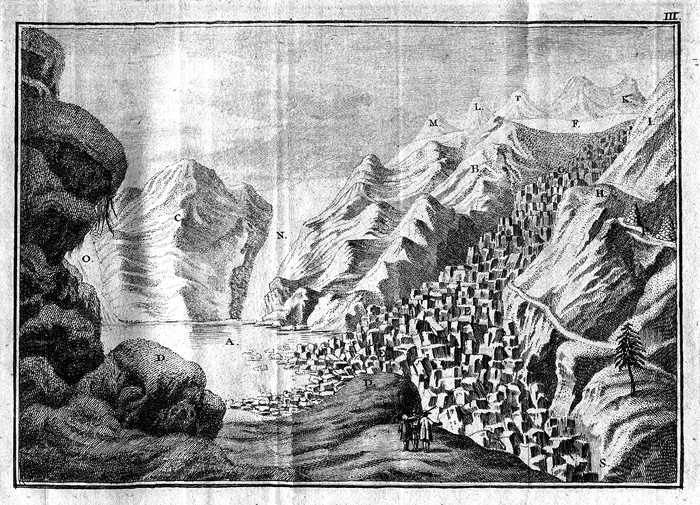
Der Rofener Eissee am 16. August 1772, Kupferstich, Darstellung in Joseph Walchers „Nachrichten von den Eisbergen im Tyrol“ von 1773

Die erwähnten plötzlichen Ausbrüche des Eissees sind vor allem auf Grund der Aufzeichnungen in der Längenfelder Gemeindechronik gut dokumentiert, erstmals für die Jahre 1600/1601 und beschrieben von dem Innsbrucker Bauschreiber Abraham Jäger. Weitere Ausbrüche mit katastrophalen Ausmaßen ereigneten sich 1678 und 1680. Sie verursachten zudem Ernteausfälle und damit zahlreiche Hungeropfer. Die Verzweiflung und Machtlosigkeit führte auch noch zu einer erbitterten Hexenverfolgung, der weitere Menschen zum Opfer fielen. Weitere Ausbruchsserien gab es 1775, 1778 und 1780 sowie letztmals 1845, 1846 und 1848, wobei der Ausbruch von 1845 wieder sehr starke Zerstörungen nach sich zog.
Derartige Katastrophen haben auch dazu geführt, dass man den Gletschern im Ötztal schon sehr früh besondere Aufmerksamkeit schenkte, lange vor Beginn der wissenschaftlichen Gletscherforschung. Ein Jahr nach dem Ausbruch von 1771 hat Joseph Walcher, Mechaniklehrer und Mathematikprofessor in Wien, den Vernagtferner besucht und mit den „Nachrichten von den Eisbergen im Tyrol“ (1773) die erste wissenschaftliche Abhandlung über die Ötztaler Gletscher verfasst. Darin schrieb er auch, was bei drohender Gefahr in welcher Abfolge zu tun sei: „Beten, den Bach räumen, die Hölzer vom Ufer entfernen.“ Auch in der Folgezeit waren die Ötztaler Gletscher und insbesondere der Vernagtferner maßgeblich an der Gewinnung neuer grundlegender Erkenntnisse zur Gletscherkunde beteiligt. Als Standardwerke für die Technik der Gletschervermessung gelten die um 1895 entstandenen Arbeiten von Sebastian Finsterwalder, der sich als Professor an der Technischen Hochschule in München der Gletscherforschung widmete. Diese Arbeiten enthalten noch heute gültige Vorstellungen über die Gesetzmäßigkeiten der Gletscherbewegung.
Der letzte größere Vorstoß des Vernagtferners erfolgte von 1897 bis 1902. Dabei erreichte er zwar nicht mehr das Rofental, dennoch erhöhte sich die Fließgeschwindigkeit des Eises in dieser Zeit dramatisch von etwa 20 auf fast 300 Meter pro Jahr.
Seit 1965 stehen die Forschungen am Vernagtferner unter dem Patronat der Kommission für Glaziologie der Bayerischen Akademie der Wissenschaften (KfG der BAdW) in München. Mit der Errichtung einer Abflussmessstelle am Vernagtbach und dem Bau einer Pegelstation im Jahr 1973 wurden die Forschungen am Vernagtferner stark ausgeweitet und vor allem Fragen des Wasserhaushalts in vergletscherten Einzugsgebieten intensiv untersucht. Dies umfasst Messungen von Windstärken und -richtungen, Schnee- und Regenmengen, Luftfeuchtigkeit, Temperatur und Strahlungsbilanzen sowie Kameraaufnahmen. Auch die Deutsche Forschungsgemeinschaft mit dem Sonderforschungsbereich 81 zwischen 1974 und 1986, die TU München und das Institut für Radiohydrometrie der Gesellschaft für Strahlen- und Umweltforschung sowie Institute der Universität Innsbruck und der Hydrographische Dienst des Landes Tirol waren an Studien beteiligt.

## Entwicklung

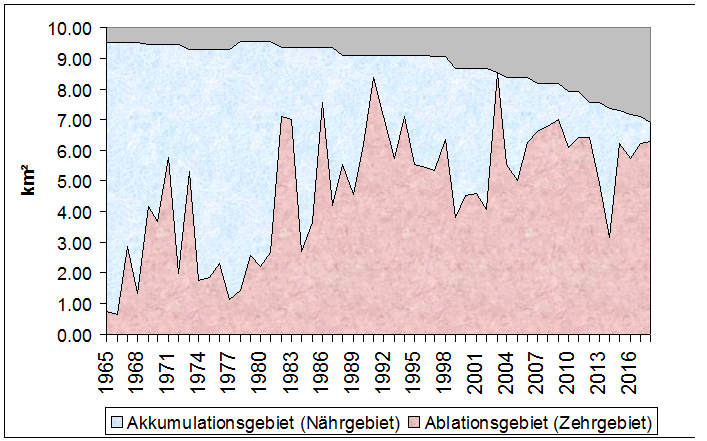
Fläche (Nähr- und Zehrgebiet) seit 1965

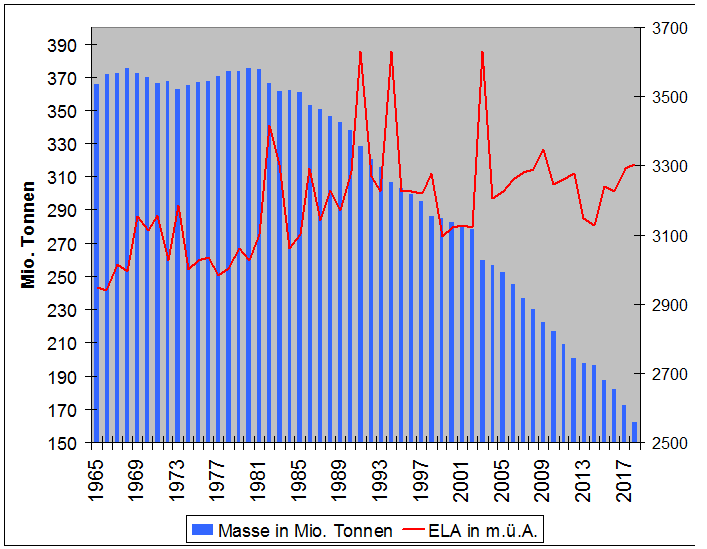
Masse und Gleichgewichtslinie (ELA) seit 1965

Zwischenzeitlich endet der Vernagtferner etwa 680 m oberhalb des Rofentals und ist dabei mehr als vier Kilometer von diesem entfernt.

Damit ist die Gefahr des Aufstaus der Rofenache durch einen Damm aus Eis seit langem nicht mehr gegeben. Dafür allerdings hat sich die Menge des vom Gletscher abgegebenen Wassers stark erhöht und die Wasserabgabe unterliegt zudem größeren Schwankungen als bisher, wodurch ebenfalls gefährliche Flutwellen entstehen können, so in den Sommern 1987 und 1998. Hauptsächlicher Grund hierfür ist, dass der Gletscher seinen Firnkörper nahezu vollständig verloren hat, der früher eine hohe Speicherkapazität für Schmelzwasser aufwies und damit den Abfluss über Tage und Wochen dämpfte.

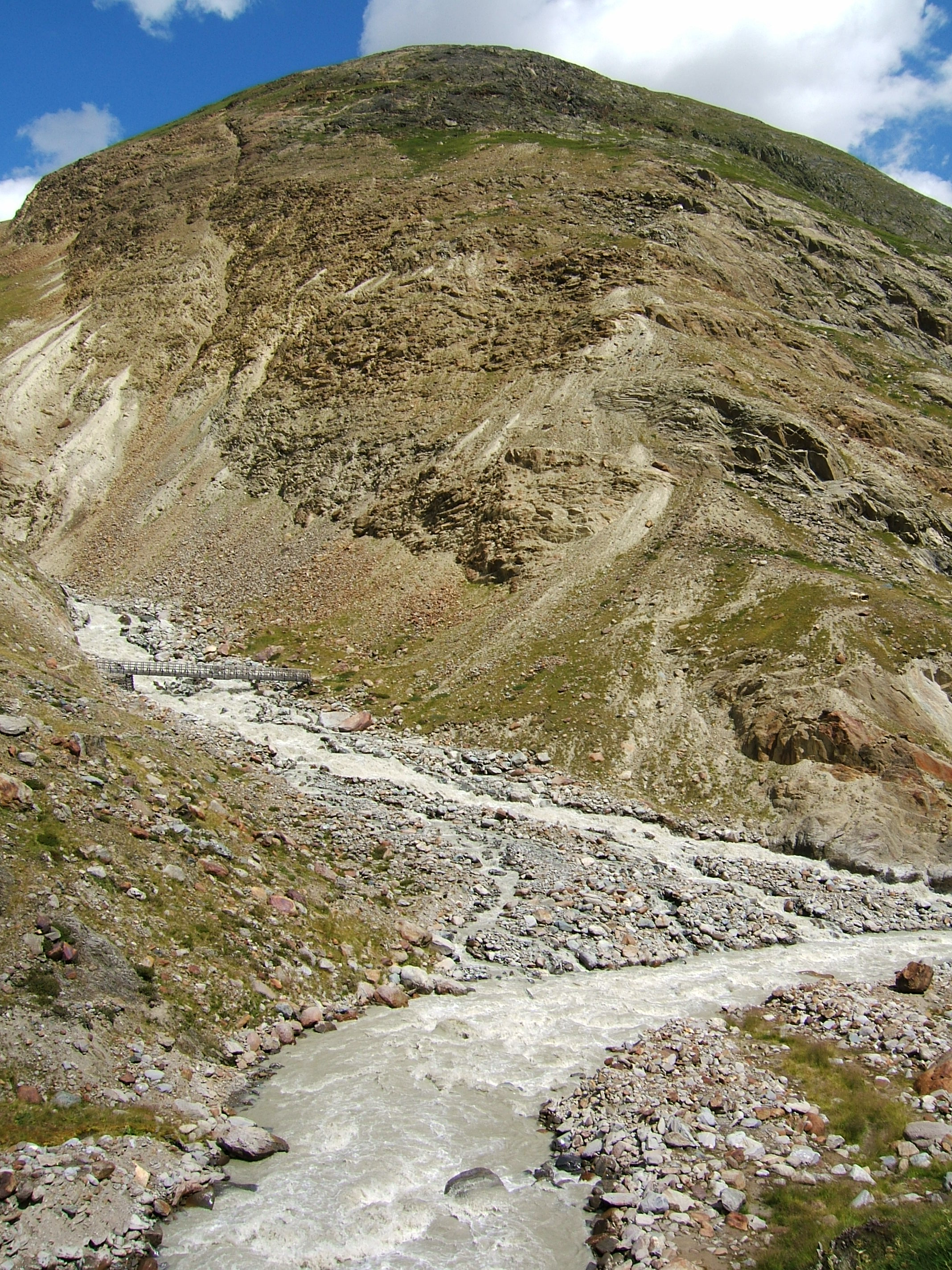
Rofenache (vorn) und Vernagtbach im Juli 2007

In den nebenstehenden Diagrammen sind Daten zur Entwicklung des Vernagtferners dargestellt, die durch die Kommission für Glaziologie der BAdW seit 1965 erhoben wurden. Im oberen Diagramm wird die Fläche des Gletschers gezeigt, wobei das Ablations- und Akkumulationsgebiet (Nähr- und Zehrgebiet) unterschiedlich farbig dargestellt ist. Die Entwicklung der Gesamtmasse wird im unteren Diagramm dargestellt. Zudem ist dort Höhenlage der Gleichgewichtslinie vermerkt (ELA, Equilibrium Line Altitude). Das ist die Höhenlage, an der die Massenbilanz des betrachteten Jahres ausgeglichen ist. Sie trennt das Akkumulationsgebiet vom Ablationsgebiet.
Nach einer schwach ausgeprägten Wachstumsphase Mitte der 1970er Jahre hatte der Gletscher 1980 einen kurzfristigen Höchststand erreicht, so der Glaziologe Oskar Reinwarth. Seit Anfang der 1980er Jahre verliert der Gletscher ständig an Masse. Der letzte gletscherfreundliche Sommer, der einen nahezu ausgeglichenen Haushalt aufwies, war 1999. Es zeigt sich, dass der Gletscher gegenwärtig weniger spektakulär an Fläche, sondern überwiegend an Eisdicke verliert.
Der Sommer 2003 brachte dem Vernagtferner einen Verlust in einer Größenordnung, wie er seit Beginn der wissenschaftlichen Erforschung noch nicht beobachtet wurde. Ursache hierfür waren mehrere Faktoren: Nach einer moderaten Winterschneeauflage setzte die Ausaperung schon sehr früh ein. Erstmals im Beobachtungszeitraum erstreckte sich das Ablationsgebiet (Zehrgebiet) über die gesamte Gletscherfläche. Nur ein kurzer Neuschneefall unterbrach die gegenüber den bisher stärksten Verlustjahren der 1990er Jahre doppelt so lang andauernde Ablationsperiode. Die extremen Verluste des Jahres 2003 wirkten 2004 und 2005 noch nach. Die Witterung im Sommer jener Jahre hätte eigentlich zu einem ausgeglichenen oder sogar leicht positiven Massehaushalt führen müssen, was jedoch nicht der Fall war.
Die Witterung im Sommer 2006 führte erneut zu einem erheblichen Verlustjahr für den Massehaushalt des Vernagtferners. Dass es nicht zu einem neuerlichen Rekord kam, war lediglich der unterdurchschnittlich kühlen und feuchten Witterung im August zu verdanken, denn Ende Juli war die Ausgangslage vergleichbar mit der Situation zur selben Zeit im Jahre 2003.
Im Sommer 2007 ist der Vernagtferner in zwei unabhängige Teilbereiche zerfallen. Der westliche Teil, der Schwarzwandbereich, hat nun keine Verbindung mehr zum östlichen, deutlich größeren Teil im Bereich des Taschachjochs und des Brochkogels.

## Prognose
Die in den letzten Jahren überdurchschnittlichen Verluste des Vernagtferners sind nach den gewonnenen Erkenntnissen nicht nur auf ein verändertes Klima, sondern auch auf die besonderen Charakteristiken des Gletschers zurückzuführen. Fatal wirkt sich hierbei aus, dass er den größten Teil seines für den Aufbau von neuem Gletschereis erforderlichen Firnkörpers verloren hat. Um den Firnkörper wieder aufzubauen und die Gletscherbewegung wieder „anzufachen“ und damit einen neuen Vorstoß zu bewirken, wäre eine lange Periode mit kühlem und feuchtem Klima erforderlich.
Ohne eine solche gravierende Klimaänderung in den nächsten Jahrzehnten wird sich der Vernagtferner immer weiter auf das Hochplateau zurückziehen, ähnlich dem Schneeferner an der Zugspitze, in Teilbereiche zerfallen und schließlich ganz verschwinden und eine karge Moränenlandschaft hinterlassen.
Das Erscheinungsbild in der Gletscherregion wird sich auch deshalb verändern, weil die Eismassen bislang die Felsumrandung in den Kammlagen stützen und das Auftauen des Untergrunds verhindern. Das Verschwinden der Eismassen verursacht somit einen Stabilitätsverlust und beachtliche Erosionserscheinungen, wie beispielsweise das Zusammenfallen eines ganzen Felspfeilers in der Nähe des Sexenjochs Anfang 1999. Auch der bekannt gewordene Felssturz am Eiger im Sommer 2006 ist demselben Effekt geschuldet.

## Alpinismus

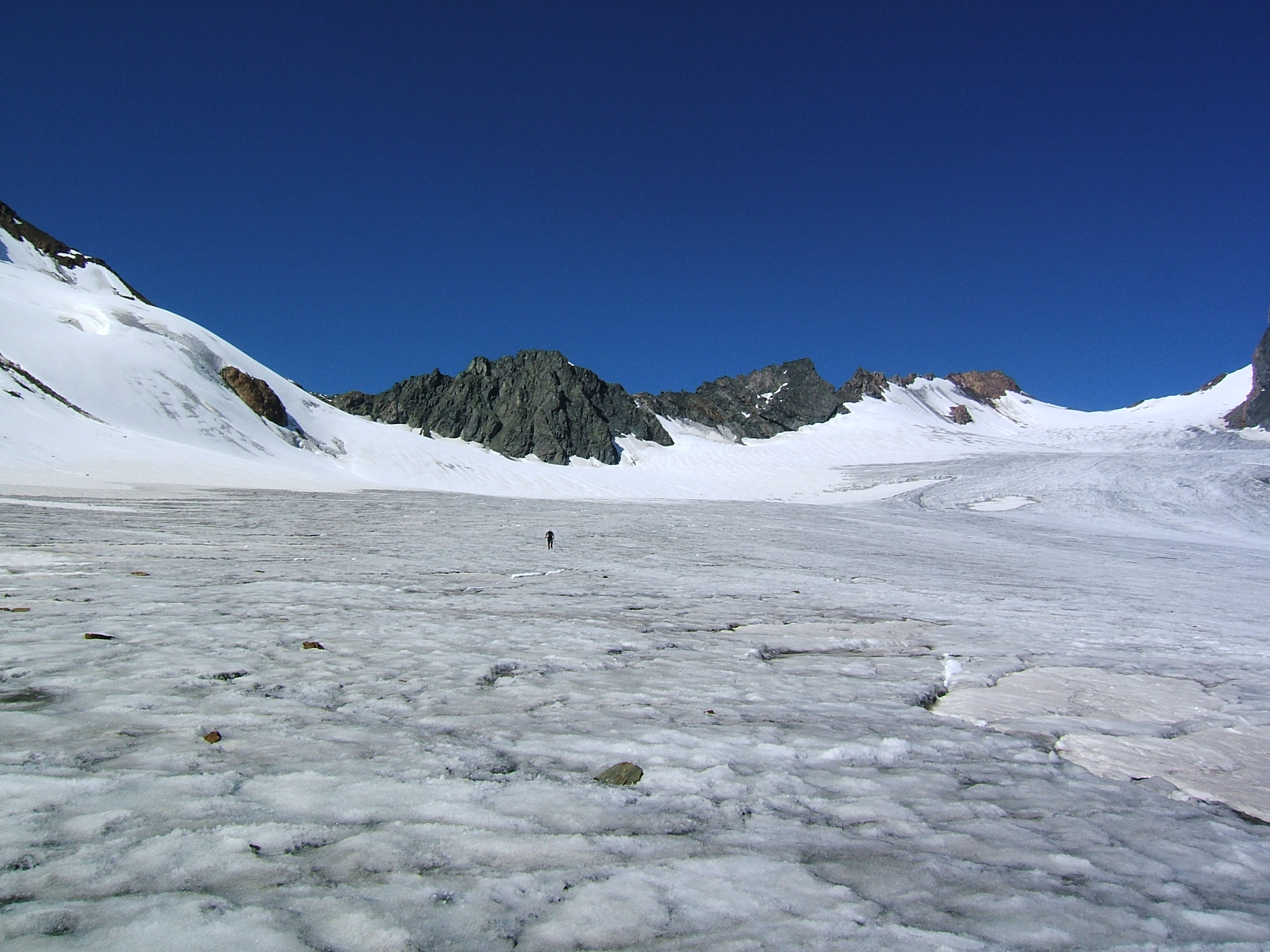
Unterwegs auf dem aperen (schneefreien) Teil des Vernagtferners

Die alpinistische Bedeutung des Vernagtferners ist nicht herausragend, dennoch ist der Gletscher auch heute noch laut Richard Goedeke „weitläufig und durchaus mit Spalten ausgestattet“.
Ausgangs- oder auch Endpunkt einer Tour über den Vernagtferner ist typischerweise die Vernagthütte. Die dabei wohl am häufigsten gegangene Tour führt von dort über das Brochkogeljoch zur Wildspitze (3770 m ü. A.). Da hierfür allerdings rund 4½ Stunden zu veranschlagen sind und es heute weit kürzere Anstiege zur Wildspitze gibt, wird auch diese Tour vergleichsweise selten begangen.
Erwähnenswert wären noch die rund vierstündige Tour zur Hochvernagtspitze (3539 m ü. A.) und der Übergang über das Taschachjoch und den Taschachferner zum Taschachhaus, wobei man weite Teile des Vernagtferners begeht. In der Sommersaison ist es auf dem Gletscher jedoch meist recht einsam. Etwas frequentierter ist der Vernagtferner in der Skitourenzeit, da die Tour zur Hochvernagtspitze eine beliebte Skitour ist.